# Matthew McElroy
Matthew McElroy (Huntington Beach, 27 de marzo de 1992) es un deportista estadounidense que compite en triatlón y acuatlón.
Ganó una medalla de plata en el Campeonato Mundial de Triatlón por Relevos Mixtos de 2017, dos medallas de plata en los Juegos Panamericanos de 2023 y una medalla de bronce en el Campeonato Mundial de Acuatlón de 2015.

## Palmarés internacional
| Campeonato Mundial por Relevos Mixtos | Campeonato Mundial por Relevos Mixtos | Campeonato Mundial por Relevos Mixtos | Campeonato Mundial por Relevos Mixtos |
| Año                                   | Lugar                                 | Medalla                               | Prueba                                |
| ------------------------------------- | ------------------------------------- | ------------------------------------- | ------------------------------------- |
| 2017                                  | Hamburgo (Alemania)                   | Medalla de plata                      | Relevo mixto                          |
| Juegos Panamericanos                  |                                       |                                       |                                       |
| Año                                   | Lugar                                 | Medalla                               | Prueba                                |
| 2023                                  | Santiago (Chile)                      | Medalla de plata                      | Individual                            |
| 2023                                  | Santiago (Chile)                      | Medalla de plata                      | Relevo mixto                          |

| Campeonato Mundial | Campeonato Mundial       | Campeonato Mundial | Campeonato Mundial |
| Año                | Lugar                    | Medalla            | Prueba             |
| ------------------ | ------------------------ | ------------------ | ------------------ |
| 2015               | Chicago (Estados Unidos) | Medalla de bronce  | Individual         |